# Saint Ivy
Saint Ivy est un saint breton, souvent confondu avec David de Ménevie. Il serait, selon Arthur de La Borderie, le dernier des saints bretons venus de l'île de Bretagne (Îles britanniques actuelles) en traversant la Manche.

## L'incertitude des sources
Comme pour la plupart des saints bretons, la vie de saint Ivy est semi-légendaire car les récits le concernant ont été écrits au XIe siècle ou au XIIe siècle, soit 300 à 400 ans après sa mort, donc sans témoignage direct et sans documents écrits à l'appui.
Le récit de sa vie s'appuie aussi sur les travaux des Bollandistes.
Le culte de saint Ivy aurait remplacé le culte préchrétien de l'if, arbre traditionnellement vénéré (en breton « if » se dit « ivin »).

## Biographie

### Ses origines britanniques
Saint Ivy serait né vers l'an 655 dans le diocèse de Lindisfarne (île d'Holy Island, dite aussi « Île Sainte » en français). Son père Branon et sa mère Egida donnèrent à leur fils une éducation chrétienne. Travailleur assidu, il possédait un esprit très ouvert et une vive intelligence, affirment ses anciens biographes. Négligeant les conseils familiaux, il décida de se faire moine contre la volonté de ses parents.
Après le décès de ses parents, survenu avant 680, il se consacra totalement à Dieu au monastère de Lindisfarne, sous la direction de saint Cuthbert, lequel fut élu évêque de Lindisfarne, dont il devint le plus proche conseiller.

### Son émigration en Armorique
On présume que c'est entre 685 et 687 qu'Ivy décida, pour une raison inconnue, d'émigrer en Armorique. S'il faut en croire la légende, après avoir essuyé une violente tempête, Ivy et ses compagnons auraient abordé au nord-ouest de Ploubazlanec.
Non loin de son point de débarquement, Ivy aurait fixé son ermitage (loc en breton) en un lieu qui a pris par la suite le nom de Loguivy-de-la-Mer ; il y vivait  « de poissons et d'herbes sauvages, se levant la nuit  pour prier en plein air à deux genoux sur la pierre, et allant achever l'office de nuit dans son oratoire ».
Divers monuments rappellent son passage dans cette région : un vitrail dans l'église paroissiale Sainte-Anne de Ploubazlanec le représente et une modeste chapelle lui est dédiée à Loguivy-de-la-Mer (un pardon s'y déroule le premier dimanche de mai.

### Son trajet d'évangélisation en Bretagne

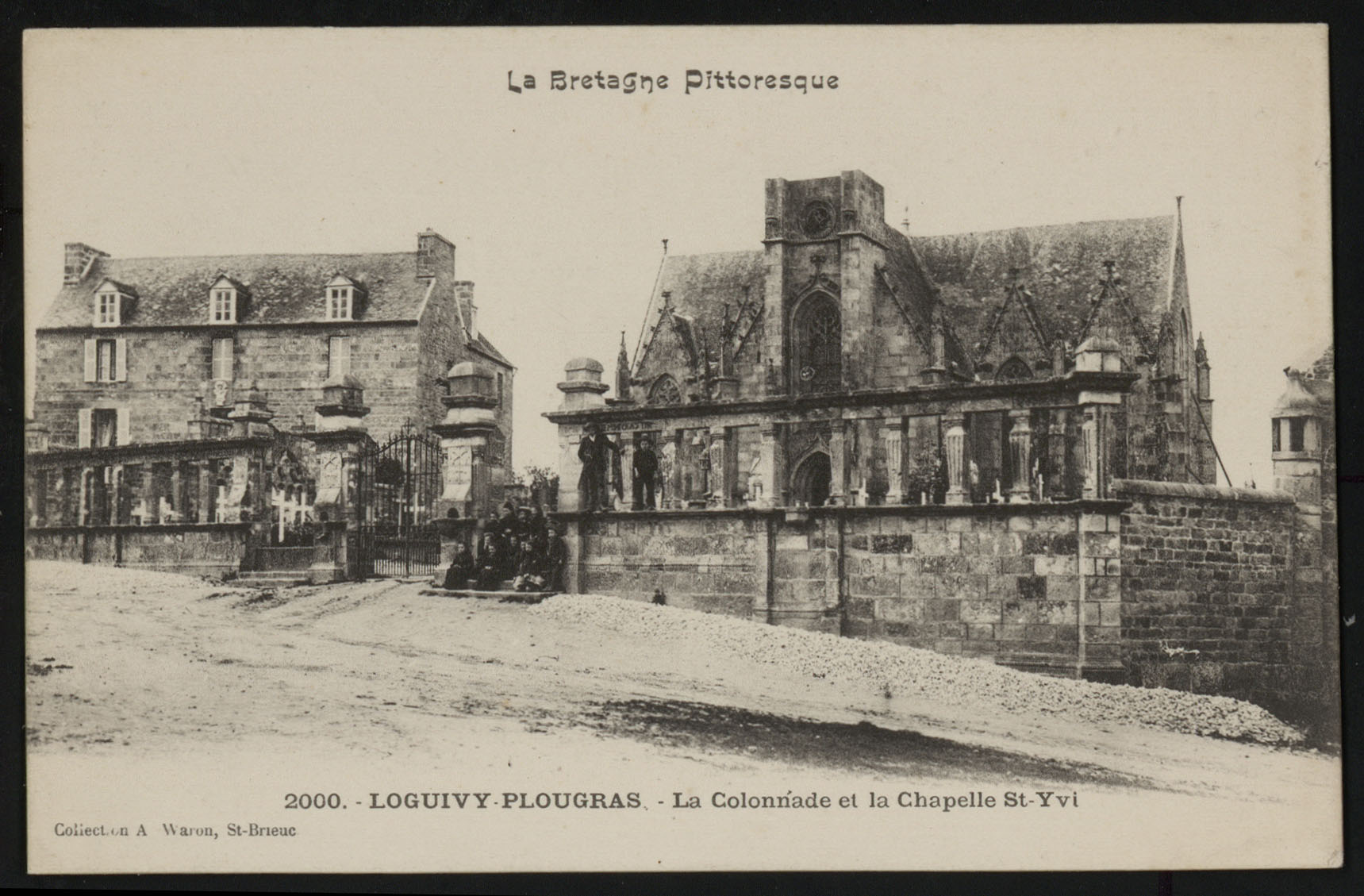
Loguivy-Plougras : la colonnade et la chapelle Saint-Ivy.

Un peu plus tard, Ivy commença un long parcours d'évangélisation à travers la Bretagne armoricaine : passant par Yvias (paroisse qu'il aurait peut-être fondée), il parvient à l'embouchure du Léguer à proximité de l'ancienne Lexobie et fonde Loguivy-lès-Lannion où l'église possède 5 statues de saint Ivy. Reprenant sa route, il passe par Tonquédec où une très modeste chapelle a existé dans le hameau de Loguivy, situé à deux kilomètres environ au nord-est du bourg. Poursuivant son chemin, il passe par Plouaret et aurait fondé au sud de cette paroisse (le long de l'actuelle D 11) une chapelle disparue au XIXe siècle au lieu-dit Loguivy-en-Plouaret ; ensuite, s'enfonçant davantage dans l'intérieur du pays, il fonde Loguivy-Plougras où une chapelle dédiée à saint Ivy se trouvait dans le cimetière, même si cette paroisse a comme saint patron saint Émilion (l'église possède toutefois une statue de saint Ivy).
Poursuivant son chemin vers le sud, il parvient dans la vallée du Blavet et y fonde un monastère (lequel aurait été détruit au Xe siècle lors des invasions normandes ainsi qu'un pont de bois joignant les deux rives de ce cours d'eau en un lieu désormais appelé Pont-Ivy (la première église paroissiale de Pontivy fut dédiée à saint Ivy et la basilique Notre-Dame-de-la-Joie possède une statue du saint) ; une chapelle Saint-Ivy a aussi été fondée dans cette ville en 1770 à l'emplacement de l'ancienne église paroissiale Saint-Ivy. De son petit monastère et du pont construits par ses soins, naquit une modeste bourgade qui devint une ville lorsque les vicomtes de Rohan la choisirent pour être la capitale de leur fief : Pontivy.
Ce monastère ne tarda pas à rayonner. Les moines parcouraient inlassablement toute la presqu'île armoricaine, et spécialement le sud de Pontivy à Brest. Ils aidaient à défricher les forêts et évangélisaient les âmes.
Après avoir séjouré quelque temps à Pontivy, Ivy se serait dirigé vers le sud-ouest, passant par Moréac où une chapelle lui est peut-être dédiée (un doute existe toutefois car cette chapelle était dénommée autrefois chapelle Saint-Divy et elle pourrait être en fait dédiée initialement à saint Dewi).
Parvenu au littoral atlantique, il aurait fondé un prieuré à Portivy dans la commune actuelle de Saint-Pierre-Quiberon, mais là encore c'est douteux car traditionnellement la construction initiale de la chapelle Notre-Dame de Lotivy est généralement attribuée à saint Dewi (David de Ménevie).

### La fin de sa vie
Voyageur infatigable, il serait reparti vers l'ouest et aurait fondé un ermitage à Saint-Yvi (où l'église paroissiale lui est dédiée). « C'est en ce lieu que le saint passe le reste de ses jours dans les jeûnes, les veilles, et la pratique de toutes les vertus, dont il est un modèle parfait » écrit Dom Lobineau ; il meurt un 6 octobre peu après l'an 700 (l'année précise de son décès est inconnue).
Son corps fut rapatrié plus tard en Angleterre (Xe ou XIe siècle) et repose dans l'église du monastère bénédictin de Wilton dans le comté de Wilts où son culte fut célébré pendant longtemps jusqu'à la Réforme anglicane.

## D'autres lieux lui font peut-être référence
La chapelle de Saint-Evy à Saint-Jean-Trolimon s'appelait auparavant chapelle Saint-Ivy, par exemple sur le cadastre de 1843.
Une fontaine Saint-Ivi existe à Trégunc, un lieu-dit « Loguivy » en Plouguerneau et un autre dénommé  « Coativy », à Bourg-Blanc, tous ces lieux se trouvant dans le Finistère.
Dans le Morbihan, trois villages de Guénin portent les noms de « Coet-Bodivy », « Talbedivy » et « Bodivy » et une commune, ancienne paroisse, de ce mème département se nomme Brandivy.
Dans les Côtes-d'Armor une chapelle Saint-Yvi a existé à Plélauff (disparue).

## Statuaire et iconographie
Saint Ivy n'était que diacre lors de sa venue en Armorique et aucun de ses biographes n'évoque qu'il soit devenu évêque, si ce n'est la tradition populaire : il est toujours représenté avec mitre et crosse.

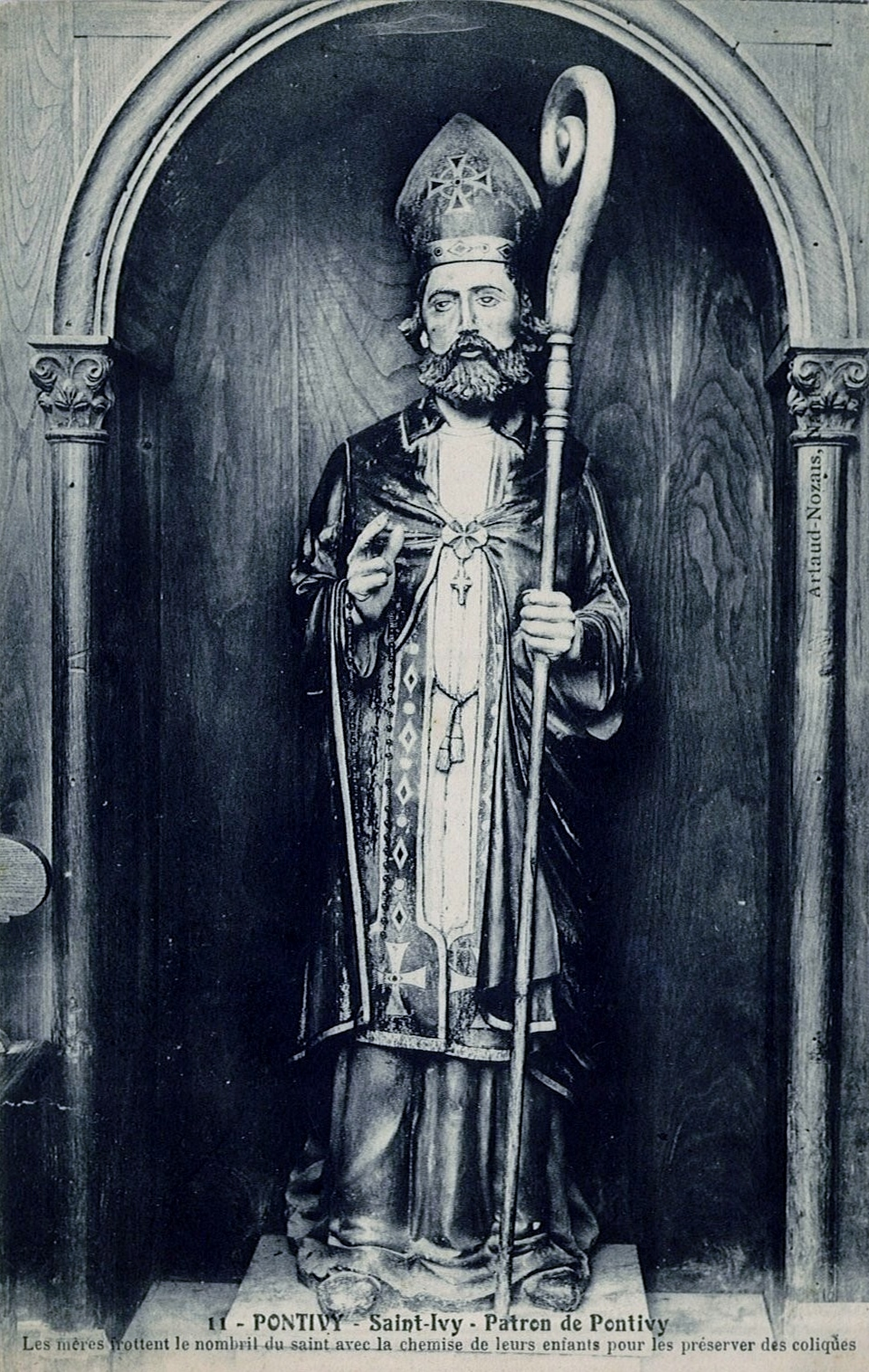
Chapelle Saint-Ivy de Pontivy : statue de Saint Ivy (carte postale, vers 1920).
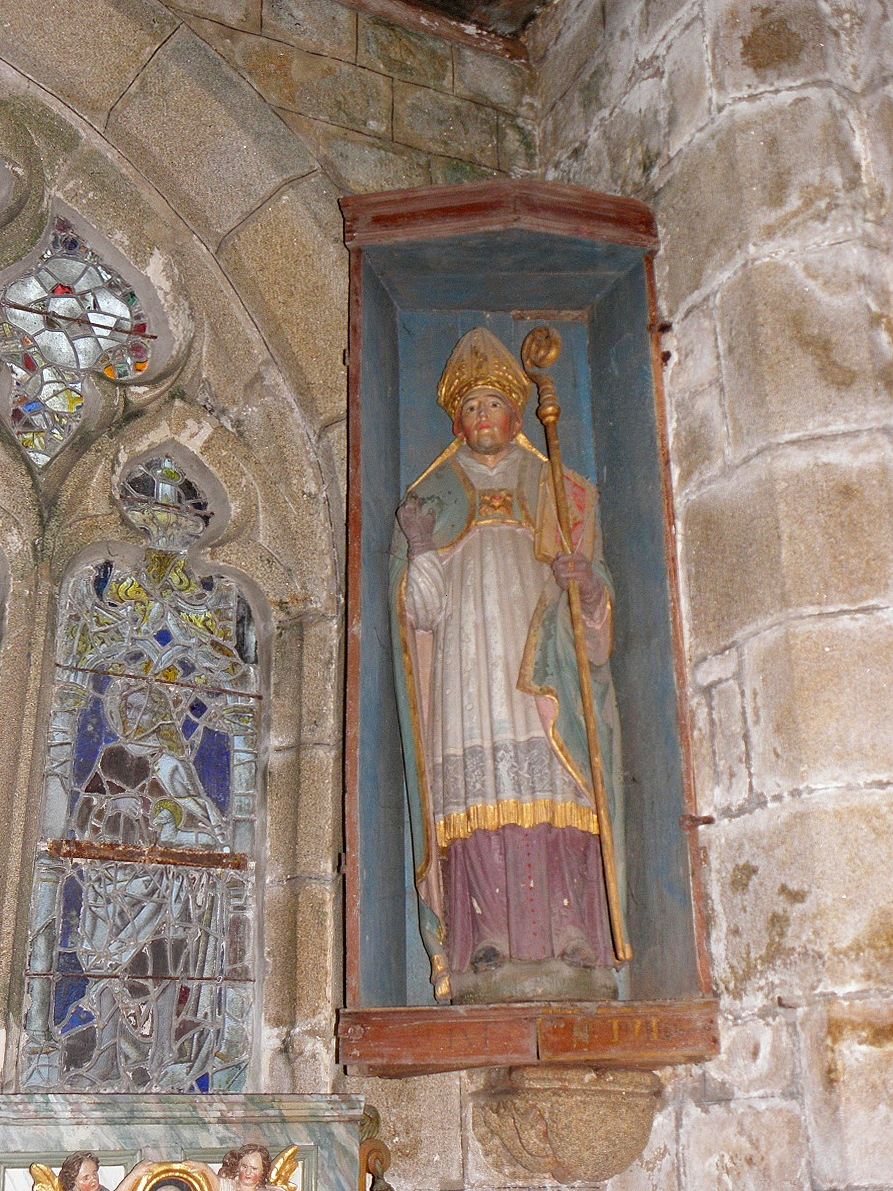
Guengat, église paroissiale Saint-Fiacre : statue de saint Ivy (mais un doute existe, il s'agit peut-être de saint Divy).

« Les mères frottaient le nombril du saint avec la chemise de leurs enfants pour les préserver des coliques » précise une carte postale représentant une statue du saint dans la chapelle Saint-Ivy de Pontivy.